# Іларіон (Станев)
Іларіон (Станев) (болг. Иларион Неврокопски); нар. 5 вересня 1850, Церова Корія — пом. 5 березня 1925, Тирново) — єпископ Православної церкви Болгарії, митрополит Неврокопський. Випускник Одеської духовної семінарії (Україна). Ректор Цареградської болгарської духовної семінарії (1886-1891). 

## Біографія
Народився 5 вересня 1850 в Церова Корія, ім'я при народженні Іван Станев. 
1871 став ченцем на ім'я Іларіон в Капіновському монастирі, наступного року — іподияконом єпископа Доростольського Григорія (Немцова). Навчався у богословській школі при Петропавлівському монастирі з 1873 до 1878, а потім в Одеській духовній семінарії, яку закінчив 1884.
З 1884 до 1886 викладав у Солунській болгарській чоловічій гімназії. З 1886 по 1891 - ректор Цареградської болгарської духовної семінарії, яка 1890 перенесена у Константинополь. 
1894 очолив болгарську церковну громаду в біломорському місті Сері (тепер Греція - Серрес). 
24 квітня 1894 висвячений на митрополита Неврокопського.
1912 почислений на спокій, поселився у Тирново, де помер 1925. 
Похований у церкві «Святого Іоана Хрестителя» в Церова Корія.